# Terminal de Kouif
Le terminal de Kouif est un terminal ferroviaire de marchandises situé dans la commune d'El Kouif, dans la wilaya de Tébessa.

## Situation ferroviaire
Le terminal est situé dans centre de la ville d'El Kouif. C'est le terminus de la ligne de Tébessa à Kouif. Il est précédé de la gare de Tébessa.

## Histoire
La gare est ouverte en 1893, lors de la mise en service de la ligne Tébessa à Kouif,.

## Services
Le terminal est dédié au chargement du phosphate extrait de la mine d'El Kouif. Les trains de minerai ont pour destination la gare d'Annaba.